# 第45回ベルリン国際映画祭
第45回ベルリン国際映画祭は1995年2月9日から20日まで開催された。

## 概要
1995年という年は、ベルリン国際映画祭が開催されてから45年目、フォーラム部門が設立されてから25年目、そして映画の誕生からちょうど100年目という節目の年となった。
コンペティション部門には23本の長編と10本の短編が出品された。香港・中国・韓国など、アジア映画の出品が目立ったが、金熊賞にはフランス映画『ひとりぼっちの狩人たち』が輝いた。また、名誉金熊賞はフランスの俳優アラン・ドロンが受賞した。

## 受賞
- 金熊賞：『ひとりぼっちの狩人たち』（ベルトラン・タヴェルニエ）
- 銀熊賞
  - 審査員特別賞：『スモーク』（ウェイン・ワン）
  - 監督賞：リチャード・リンクレイター（『恋人までの距離』）
  - 男優賞：ポール・ニューマン（『ノーバディーズ・フール』）
  - 女優賞：ジョセフィン・シャオ（『女人、四十。』）
  - 芸術貢献賞：リー・シャオホン（『べにおしろい/紅粉』）、ヴァディム・アブドラシトフ（『Pjesa dlja passashira』）

## 上映作品

### コンペティション部門
長編映画のみ記載。アルファベット順。邦題がついていない場合は原題の下に英題。
| 題名 原題                                      | 監督                                            | 製作国                      |
| ---------------------------------------------- | ----------------------------------------------- | --------------------------- |
| 恋人までの距離 Before Sunrise                  | リチャード・リンクレイター                      | アメリカ合衆国              |
| バタフライ・キス Butterfly Kiss                | マイケル・ウィンターボトム                      | イギリス                    |
| Colpo di luna (Moon Shadow)                    | アルベルト・シモーネ                            | イタリア オランダ フランス  |
| ミラグロの瞳 El callejón de los milagros       | ホルヘ・フォンス                                | メキシコ                    |
| El rey del río (King of the River)             | マヌエル・グティエレス・アラゴン                | メキシコ                    |
| 归土 (Gui Tu, Back to Roots)                   | レイモンド・リョン                              | イギリス領香港              |
| Hades                                          | ヘルベルト・アハテルンブッシュ                  | ドイツ                      |
| べにおしろい/紅粉 紅粉                         | リー・シャオホン                                | 中国                        |
| 赤い薔薇 白い薔薇 紅玫瑰白玫瑰                 | スタンリー・クワン                              | イギリス領香港 台湾 中国    |
| ひとりぼっちの狩人たち L'appât                 | ベルトラン・タヴェルニエ                        | フランス                    |
| 百一夜 Les cent et une nuits de Simon Cinéma   | アニエス・ヴァルダ                              | イギリス フランス           |
| ノーバディーズ・フール Nobody's Fool           | ロバート・ベントン                              | アメリカ合衆国              |
| Pjesa dlja passashira (A Play for a Passenger) | ヴァディム・アブドラシトフ                      | ロシア                      |
| שחוּר (Sh'chur)                                 | シュムエル・ハスファリ                          | イスラエル                  |
| 精神分析医J Silent Fall                        | ブルース・ベレスフォード                        | アメリカ合衆国              |
| スモーク Smoke                                 | ウェイン・ワン                                  | アメリカ合衆国 ドイツ 日本  |
| 太白山脈 태백산맥                              | イム・グォンテク                                | 韓国                        |
| アディクション The Addiction                   | アベル・フェラーラ                              | アメリカ合衆国 アルゼンチン |
| 心とざして死を願う Ti kniver i hjertet         | マリウス・ホルスト                              | ノルウェー                  |
| Transatlantis                                  | クリスチャン・ワグナー                          | ドイツ                      |
| Un bruit qui rend fou (The Blue Villa)         | アラン・ロブ＝グリエ ディミトリ・ドゥ・クレルク | フランス ベルギー スイス    |
| 月の瞳 When Night Is Falling                   | パトリシア・ロゼマ                              | カナダ                      |
| 女人、四十。 女人四十                          | アン・ホイ                                      | イギリス領香港              |

### コンペティション外
- クイズ・ショウ – ロバート・レッドフォード (アメリカ)
- ベルリン それぞれの季節 – マルガレーテ・フォン・トロッタ (ドイツ)
- Anekdote aus dem letzten preußischen Krieg – ツォルタン・シュピランデリ (ドイツ)
- Wintergartenprogramm – マックス・スクラダノフスキー、エミール・スクラダノフスキー (ドイツ)

## 日本映画
第45回のベルリン国際映画祭では、台湾や中国の作品がコンペティション部門に出品されたが、日本映画は出品されなかった。パノラマ部門においても日本映画の上映はなく、フォーラム部門で清水宏の『有りがたうさん』、利重剛の『エレファントソング』、大嶋拓の『カナカナ』、岩井俊二の『undo』、原一男の『全身小説家』が上映された。

## 審査員
- リア・ヴァン・リー (イスラエル/エルサレム国際映画祭ディレクター)
- ゲオルギー・ジュルゲロフ (ブルガリア/監督)
- ツァイ・ミンリャン (台湾/監督)
- ピラール・ミロ (スペイン/監督)
- スーチン・ガオワー (中国/女優)
- クリスチアーネ・ヘルビガー (オーストリア/女優)
- ワジーム・ユーソフ (ロシア/撮影監督)
- アルフレート・ヒルシュマイアー (ドイツ/プロダクションデザイナー)
- Michael Kutza (アメリカ/シカゴ国際映画祭ディレクター)
- デイヴィッド・カー (アメリカ/ジャーナリスト)